# Ян Масарик
Ян Гарріг Масарик (чеськ. Jan Garrigue Masaryk; 14 вересня 1886, Прага, Австро-Угорщина — 10 березня 1948, Прага, Чехословацька республіка) — чехословацький дипломат і чеський державний діяч. У 1940—1948 — міністр закордонних справ Чехословаччини. Син першого президента Чехословаччини Томаша Масарика.

## Біографія

### Ранні роки
Народився в Празі, в сім'ї професора Томаша Масарика і його дружини, американки Шарлотти Гарріг. Масарик здобував освіту в Празі, а потім у США, де заробляв власною працею, працюючи, зокрема, службовцем у сталеливарній компанії. Він повернувся додому в 1913 році.
Під час Першої світової війни воював у рядах Австро-угорської армії. Після розпаду Австро-Угорщини і утворення Чехословацької республіки поступив на дипломатичну службу, з 1919 по 1922 рік був повіреним у справах Чехословаччини в США, а в 1925 році став послом у Великій Британії. Цю посаду він продовжив обіймати і після відходу з поста президента країни його батька Томаша Масарика в 1935 році.

### Друга світова війна
У вересні 1938 року Судетська область Чехословаччини була зайнята німецькими військами. Більшість членів уряду країни, в тому числі президент Едвард Бенеш, пішли у відставку. Ян Масарик також залишив свій пост, але при цьому залишився в Лондоні. У березні 1939 решта Чехословаччини була розділена між нацистською Німеччиною (Протекторат Богемії і Моравії) Угорщиною (Підкарпатська Русь) і маріонетковою Словацькою республікою.
У 1940 році у Великій Британії було сформовано чехословацький уряд у вигнанні, в якому Масарик був призначений міністром закордонних справ. Під час війни він регулярно виступав на Бі-бі-сі, звертаючись по радіо до мешканців окупованої Чехословаччини. У 1942 році американський коледж Бейтс присвоїв Масарику науковий ступінь доктора юридичних наук.

### Післявоєнний період
Після вигнання нацистських окупантів із Чехословаччини і закінчення Другої світової війни Масарик залишився на посаді міністра закордонних справ країни. Незважаючи на багатопартійність, найбільшу вагу в країні мала Комуністична партія Чехословаччини на чолі з Клементом Готвальдом, позиції яких зміцнилися після виборів в 1946 році.
Масарик був стурбований політикою комуністів, які встановили тісні зв'язки з СРСР і відмовилися від участі Чехословаччини в здійсненні плану Маршалла. У лютому 1948 року більшість некомуністичних членів кабінету міністрів подали у відставку, розраховуючи на розпуск уряду і нові вибори, але замість цього комуністами було сформовано новий прокомуністичний уряд. Те, що сталося, увійшло в історію як «Лютневі події в Чехословаччині». Масарик, в свою чергу, не взяв участі у виступах і залишився міністром закордонних справ. Він був єдиним безпартійним міністром у кабінеті Готвальда.

### Смерть

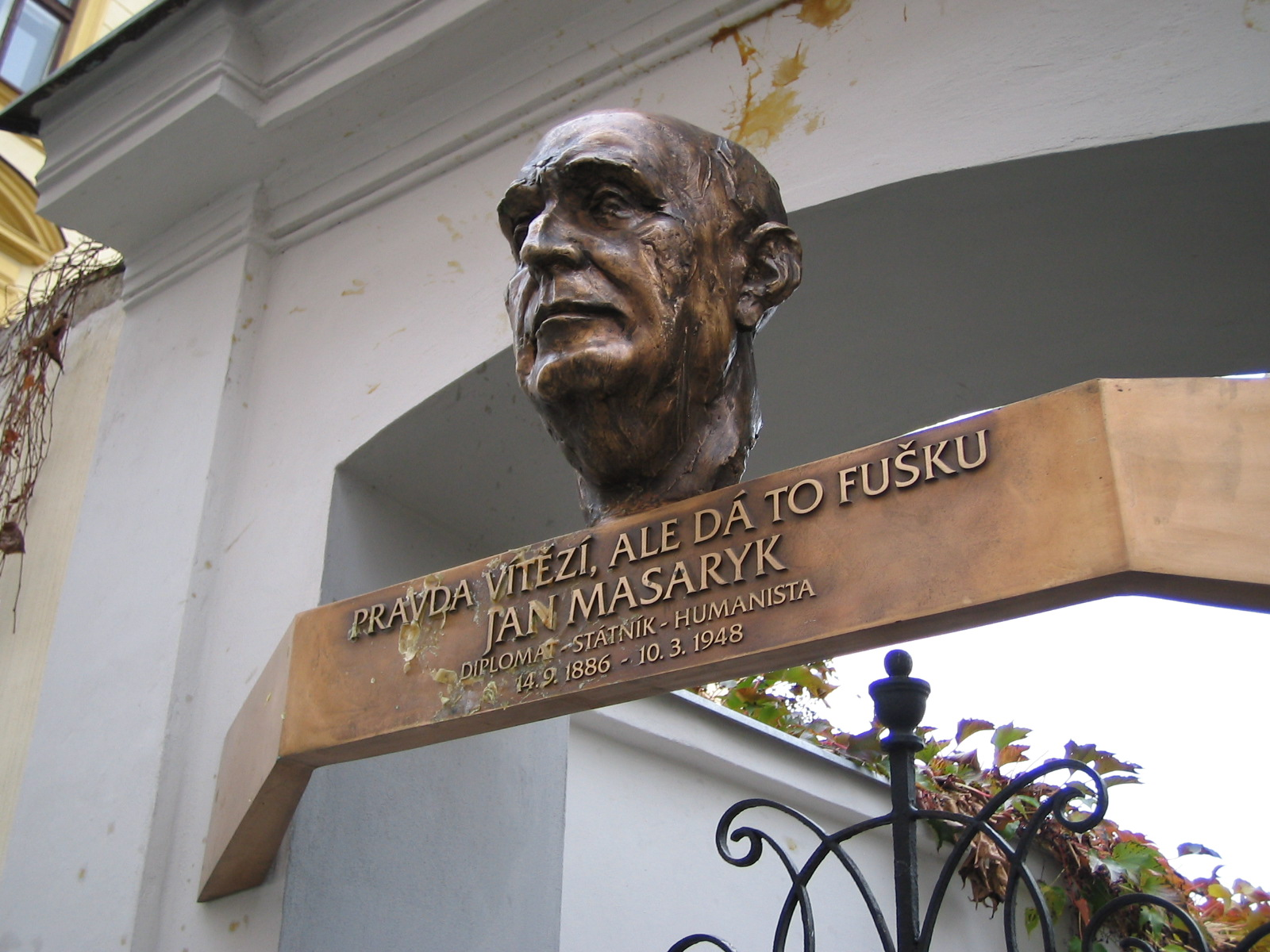
Пам'ятна дошка на будинку, де жив Ян Масарик

10 березня 1948 року Ян Масарик був виявлений мертвим у дворі будівлі міністерства закордонних справ. Він лежав під вікном ванної кімнати, в піжамі. Перше слідство показало, що він покінчив життя самогубством.
Під час Празьких подій 1968 року тимчасовими властями було проведено нове розслідування обставин загибелі Масарика, яке виключило можливість випадкового падіння. Третє розслідування, проведене в 1990-х роках, також констатувало факт самогубства.
Тільки в 2004 році празька поліція оголосила про те, що Масарик насправді був убитий. Через два роки цю версію підтвердив російський журналіст, який стверджував, що його мати знала радянського офіцера, який виштовхнув міністра закордонних справ із вікна. Про це ж засвідчив Іон Міхай Пачепа, румунський генерал-перебіжчик, якому Ніколае Чаушеску нібито розповідав про «десять міжнародних лідерів, яких Кремль вбив або намагався вбити», і в їх число входив Ян Масарик.

## Сім'я
З 1924 по 1931 рік Масарик був одружений з Френсіс Крейн Лізербі. Вона була дочкою знаменитого промисловця і дипломата Чарльза Річарда Крейна, спадкоємицею великої компанії з виробництва водопровідних труб і обладнання та ліфтів, і сестрою Річарда Теллера Крейна 2-го, посла США в Чехословаччині. У шлюбі з Лізербі Масарик мав трьох прийомних дітей: Чарльз, Роберт-молодший і Річард Крейн Лізербі, що народилися у шлюбі Френсіс з Робертом Лізербі.
Власних дітей у Масарика не було.

## Захоплення музикою
З раннього віку Масарик захоплювався музикою і навіть хотів стати музикантом. Саме з цієї причини — з метою відвернути сина від несерйозного захоплення — Томаш Масарик відправив його в США. Тут, крім роботи в сталеливарній компанії, Ян підробляв як піаніст при кінопроєкції перших німих фільмів.
Будучи міністром закордонних справ, Масарик часто після бенкетів та офіційних засідань грав на фортепіано або роялі в присутності політиків і дипломатів.